# Jamesonia goudotii
Jamesonia goudotii är en kantbräkenväxtart som först beskrevs av Georg Hans Emmo Wolfgang Hieronymus, och fick sitt nu gällande namn av Carl Frederik Albert Christensen. Jamesonia goudotii ingår i släktet Jamesonia och familjen Pteridaceae. Inga underarter finns listade.